# Allach (porcelana)

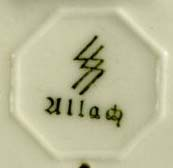
La marca del fabricante Allach incorporó runas SS estilizadas.

La porcelana Allach (pronunciada 'alak') también conocida como Porzellan Manufaktur Allach se produjo en Alemania entre 1935 y 1945. Después de su primer año de funcionamiento, la empresa fue dirigida por las SS con trabajo forzoso proporcionado por el campo de concentración de Dachau. Se hizo hincapié en la cerámica decorativa, objetos de arte del régimen nazi. El logotipo de la empresa incluía runas SS estilizadas. A veces, en lugar del nombre de la empresa, las marcas de cerámica mencionaban las SS: "DES" ᛋᛋ "- WIRTSCHAFTS - VERWALTUNGSHAUPTAMTES".

## Historia
Artículo principal: Campo de concentración de Allach
Franz Nagy era propietario del terreno desde 1925 en el que se construyó la instalación de Múnich-Allach. Con su socio comercial, el artista de porcelana Karl Diebitsch, comenzó la producción de arte de porcelana. La fábrica de porcelana Porzellan Manufaktur Allach se estableció como empresa privada en 1935 en la pequeña ciudad de Allach, cerca de Múnich, Alemania. En 1936 la fábrica fue adquirida por las SS. Heinrich Himmler, el líder de las SS que era conocido por su obsesión con el misticismo ario, vio la adquisición de una fábrica de porcelana para la producción de obras de arte que serían representativas, a los ojos de Himmler, de la cultura germánica. La porcelana Allach fue uno de los proyectos favoritos de Himmler y produjo varias figuras (soldados, animales, etc.) para competir en el pequeño pero rentable mercado alemán de la porcelana.
Los artistas de alto rango estaban sujetos a un contrato. La producción de la fábrica incluyó más de 240 modelos cerámicos. A medida que aumentaba la producción en la fábrica de Allach, los nazis trasladaron la producción a una nueva instalación cerca del campo de concentración de Dachau. El uso de mano de obra esclava del campo de Dachau fue enérgicamente negado por los directores de fábrica en los juicios de Núremberg. Inicialmente pensada como una instalación temporal, Dachau siguió siendo el lugar principal para la fabricación de porcelana incluso después de que la fábrica original en Allach fue modernizada y reabierta en 1940. La fábrica en Allach fue modernizada para la producción de productos cerámicos como cerámica doméstica.
Karl Diebitsch, fue un Obersturmbannführer de las Waffen-SS y el referente personal de Himmler en el arte. El profesor Theodor Kärner fue (además de Diebitsch) uno de los artistas de porcelana más prestigiosos de Alemania. Kärner también trabajó con porcelana de Meissen, Rosenthal y Hutschenreuther.
Allach era un subcampo de Dachau cerca de Múnich, ubicado aproximadamente a 16 km del campamento principal en Dachau. Según Marcus J. Smith, quien escribió "Dachau: The Harrowing of Hell", el campo de Allach estaba dividido en dos recintos, uno para 3.000 presos judíos y el otro para 6.000 prisioneros no judíos. Smith era un médico del ejército estadounidense, asignado para hacerse cargo del cuidado de los prisioneros después de la liberación. Escribió que la epidemia de tifus no había llegado a Allach hasta el 22 de abril de 1945, aproximadamente una semana antes de la liberación del campo. La caída del Tercer Reich puso fin a la fábrica de Allach. Las fábricas de Allach se cerraron en 1945 y nunca volvieron a abrir.

## Trabajo en bronce
En los últimos dos años han salido al mercado varias piezas de bronce atribuidas a la herencia de Franz Nagy. Nagy fue director general de Allach y cada una de las piezas también fueron modeladas en porcelana durante el Tercer Reich. Los tres ejemplos destacados incluyeron dos de los modelos de Obermaier, el Fencer y el Victor, y esta rara pieza de Karner, el SS Standard Bearer o el SS Fahnentrager.

## Temas artísticos
La mayoría de los artículos producidos en Allach como coleccionables reforzaron la ideología nazi al presentar representaciones idealizadas de campesinos, personajes históricos y temas rurales.

## LaAllach Julleuchter
Artículo principal: Allach Julleuchter
La porcelana Allach fabricó una variedad de candelabros que van desde elaborados candelabros barrocos dorados hasta el candelabro individual de porcelana blanca lisa más básico. Las cifras de producción de la mayoría de los candelabros estuvieron por encima del promedio de otros artículos de Allach. Los diferentes estilos y el bajo costo (debido a la producción de mano de obra esclava) de los candelabros producidos en Allach permitieron que la mayoría de los alemanes de todas las clases los poseyeran. El Allach Julleuchter fue único en el sentido de que se hizo como pieza de presentación para que los oficiales de las SS celebraran el solsticio de invierno. Posteriormente se entregó a todos los miembros de las SS en la misma ocasión. Hecho de gres sin esmaltar, el Julleuchter estaba decorado con los primeros símbolos paganos germánicos. Su diseño se basa en artefactos encontrados en una excavación arqueológica en Haithabu (Hedeby) y sus alrededores, y se atribuye a los frisones que una vez se establecieron allí. Himmler dijo: “Me gustaría que todas las familias de un SS casado estuvieran en posesión de un Julleuchter. Incluso la esposa, cuando haya dejado los mitos de la iglesia, encontrará algo más que su corazón y su mente puedan abrazar". En 1939 se fabricaron 52.635 Julleuchter, probablemente la mayor producción de un solo artículo producido en la Porzellan Manufaktur Allach.

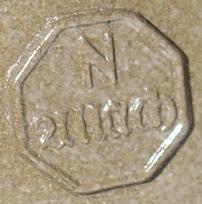
La marca del fabricante Allach con una "N" de Franz Nagy.
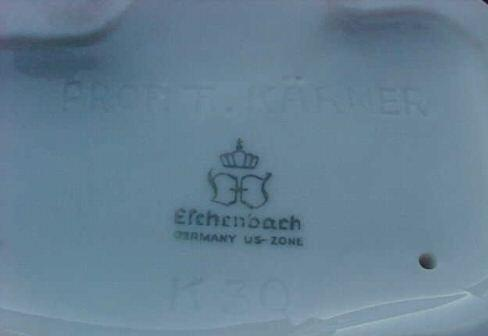
Foto de la obra de Theodor Karner realizada en Eschenbach.